# 圣马丹迪博谢
圣马丹迪博谢（法語：Saint-Martin-du-Boschet，法語發音：[sɛ̃ maʁtɛ̃ dy bɔʃɛ] ⓘ）是法国塞纳-马恩省的一个市镇，属于普罗万区。

## 地名
法语人名在日常人名译名以及《世界人名翻譯大辭典》、《法语姓名译名手册》等主流人名译名类书籍资料中多译作“马丁”，不过在《世界地名翻译大辞典》、《世界地名译名词典》和《法国地图册》等主流地名译名类书籍资料中多译作“马丹”。

## 地理
圣马丹迪博谢（48°44'9"N, 3°25'40"E）面积17.06 平方千米，位于法国法蘭西島大區塞纳-马恩省，该省份为法国北部内陆省份，北起瓦兹省，西接埃松省、马恩河谷省、塞纳-圣但尼省和瓦兹河谷省，南至卢瓦雷省，东南接约讷省，东临马恩省和奥布省，东北接埃纳省。
与圣马丹迪博谢接壤的市镇（或旧市镇、城区）包括：库尔日沃、讷维、雷韦永、利奥讷新城、蒙索莱普罗万、桑西莱普罗万。
圣马丹迪博谢的时区为UTC+01:00、UTC+02:00（夏令时）。

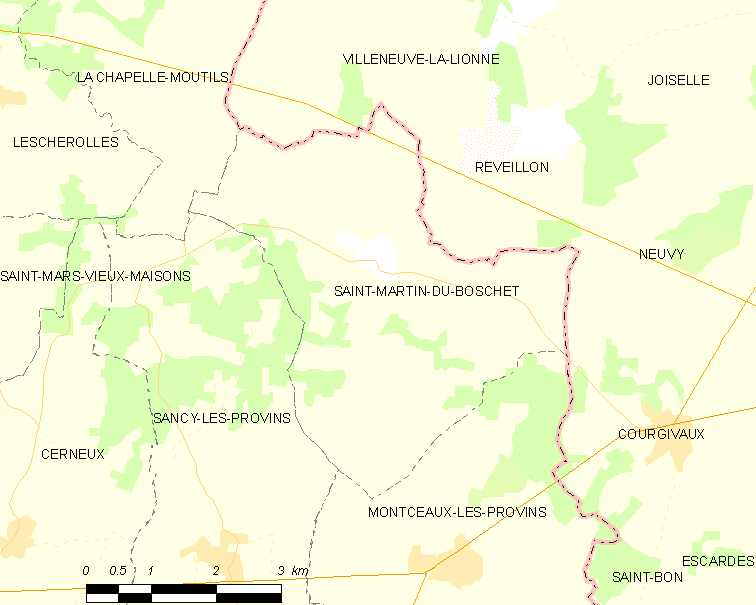
圣马丹迪博谢的OSM定位图

## 行政
圣马丹迪博谢的邮政编码为77320，INSEE市镇编码为77424。

## 政治
圣马丹迪博谢所属的省级选区为普罗万县。

## 人口

1962-2008年间圣马丹迪博谢人口变化图示

圣马丹迪博谢于2022年1月1日时的人口数量为264人。